# Лобанов, Павел Павлович
Па́вел Па́влович Лоба́нов (2 [15] января 1902, дер. Старо, Дмитровский уезд, Московская губерния — 13 августа 1984, Москва) — советский государственный и хозяйственный деятель. Академик ВАСХНИЛ (1948), доктор экономических наук (1967). Герой Социалистического Труда (1971).

## Биография
Родился в крестьянской семье, русский. Окончил агрономический факультет Московской сельскохозяйственной академии им. К. А. Тимирязева (1925).
- 1925 — агроном Шаховского участка Волоколамского уезда Московской области.
- 1925—1926 — служба в РККА.
- 1926—1927 — агроном по хлебной инспекции элеватора Московско-Казанской железной дороги.
- 1927—1930 — агроном Костромского уездного и окружного земельного управления.
- 1930—1931 — технический директор совхоза «Заветы Ильича», Ивановская область.
- 1931—1936 — аспирант Всесоюзного НИИ совхозов.
- 1936—1937 — заведующий кафедрой Московского института землеустройства.
- 1937 — директор Воронежского сельскохозяйственного института.
- 1937—1938 — заместитель народного комиссара земледелия РСФСР
- 1938 — народный комиссар земледелия РСФСР
- 1938—1946 — народный комиссар зерновых и животноводческих совхозов СССР
- 1946—1953 — заместитель, 1-й заместитель министра сельского хозяйства СССР
- 1953 — 1-й заместитель министра сельского хозяйства и заготовок СССР
- 1953—1955 — первый заместитель Председателя Совмина РСФСР и министр сельского хозяйства и заготовок РСФСР (с 1953 г. — министр сельского хозяйства РСФСР)
- 1955—1956 — заместитель Председателя Совета Министров СССР
- 1956—1961 — Президент ВАСХНИЛ и Председатель Совета Союза Верховного совета СССР (до 1962)
- 1961—1965 — заместитель Председателя Госплана СССР.
- 1965—1978 — Президент ВАСХНИЛ.

С 1978 года — персональный пенсионер.
Похоронен в г. Дмитрове.

## Награды
- Герой Социалистического Труда
- два орденами Ленина
- орден Октябрьской Революции
- орден Трудового Красного Знамени
- орден Дружбы народов